# Frostbite
Frostbite es un motor de videojuego desarrollado por DICE, diseñado para uso multiplataforma en Microsoft Windows, consolas de juegos de séptima generación PlayStation 3 y Xbox 360, consolas de juegos de octava generación PlayStation 4, Xbox One y Nintendo Switch y consolas de juegos de novena generación PlayStation 5 y Xbox Series X/S, además de su uso en el ahora desaparecido servicio de streaming en la nube Google Stadia.
El motor del videojuego se empleó originalmente en la serie de videojuegos Battlefield, pero luego se expandiría a otros videojuegos de disparos en primera persona y una variedad de otros géneros. 
Hasta la fecha, Frostbite ha sido exclusivo de los videojuegos publicados por Electronic Arts.

## Historia

### Frostbite 1 y 1.5
La primera versión del motor de juego Frostbite hizo su debut en el videojuego de 2008, Battlefield: Bad Company. El motor fue desarrollado con audio HDR y Destruction 1.0. El audio HDR permitió que el jugador percibiera diferentes niveles de sonido, mientras que Destruction 1.0 permitió a los jugadores destruir el medio ambiente. Posteriormente se emplearía una versión más nueva de Frostbite en Battlefield 1943 (2009) y Battlefield: Bad Company 2 (2010), que se conocería como Frostbite 1.5. En el motor de juego mejorado, ahora era posible que los jugadores causaran suficiente destrucción como para demoler estructuras por completo. Esta versión también se empleó en el aspecto multijugador de Medal of Honor (2010), convirtiéndose en el primer videojuego fuera de la serie Battlefield que se ejecutó en Frostbite.

### Frostbite 2
El 25 de octubre de 2011, Frostbite 2 hizo su debut en Battlefield 3. Frostbite 2 obtuvo mejoras como renderizado diferido y radiosidad en tiempo real  y Destruction 3.0, que hacía que la caída de escombros fuera potencialmente letal para el jugador. Otros cambios en el motor incluyeron la adición de fuego de supresión y la desactivación de vehículos antes de destruirlos. Por primera vez en un juego que no era un shooter ni desarrollado por DICE, Frostbite llegó a la serie Need for Speed con el videojuego Need for Speed: The Run, que se lanzó el 15 de noviembre de 2011. EA Black Box, el desarrollador de Need for Speed: The Run, pasó un año reestructurando el motor del juego para conducir en lugar de disparar, ya que para eso se había utilizado antes. El 21 de mayo de 2012, el arquitecto de renderizado de DICE, Johan Andersson, dijo que los futuros videojuegos de computadora personal que se ejecuten en Frostbite tendrían que jugarse en sistemas operativos de 64 bits. El 23 de octubre, Medal of Honor: Warfighter se convirtió en el primer juego de su serie en presentar Frostbite tanto en modo individual como multijugador. El 26 de marzo de 2013, Army of Two: The Devil's Cartel se convirtió en el primer juego de disparos en tercera persona y el último videojuego en emplear Frostbite 2.

### Frostbite 3
En marzo de 2013, el productor ejecutivo de Battlefield, Patrick Bach, anunció que Frostbite 3 no sería compatible con Wii U, diciendo que "la Wii U no es parte de nuestro enfoque en este momento". La tercera generación de Frostbite hizo su debut en Battlefield 4 el 29 de octubre. En el motor actualizado, los entornos se volvieron mucho más dinámicos según las acciones de los jugadores y Destruction 4.0, que se conocía como Levolution en Battlefield 4. En un mapa de Battlefield 4, los jugadores podían destruir una presa, lo que provocaba que todo el mapa se inundara de agua. El 13 de noviembre en San José, el director técnico del motor Frostbite de DICE, Johan Andersson, anunció que los futuros juegos Frostbite y una versión actualizada de Battlefield 4 estarían impulsados por Mantle, una API de renderizado de bajo costo desarrollada conjuntamente por AMD y DICE. Sin embargo, debido a la falta de interés y apoyo, Mantle fue eliminado gradualmente, siendo Battlefield Hardline de 2015 el último juego en implementarlo. El 15 de noviembre, Need for Speed Rivals se convirtió en el segundo juego de su serie en utilizar el motor del juego y el primero desde la actualización a Frostbite 3.
Lanzado por primera vez el 25 de febrero de 2014, Plants vs. Zombies: Garden Warfare se convirtió en el primer juego de su serie que se ejecuta en Frostbite. El 18 de noviembre, el motor del juego hizo su debut en el género de videojuegos de rol de acción con Dragon Age: Inquisition. El 17 de marzo de 2015, Battlefield Hardline se convirtió en el segundo juego de su serie que se ejecuta en Frostbite 3. En noviembre, Need for Speed y Star Wars Battlefront se lanzaron bajo Frostbite, la expansión Rogue One X-Wing VR Mission de 2016 para este último juego exclusivo de PlayStation VR y siendo el primer título de realidad virtual en utilizar el motor. El 23 de febrero de 2016, se lanzó Plants vs. Zombies: Garden Warfare 2 en el motor del juego. El 7 de junio, Mirror's Edge Catalyst se convirtió en el primer juego de acción y aventuras que se ejecuta en Frostbite. El 21 de octubre, Battlefield 1 se convirtió en el tercer título de su serie lanzado con la tercera generación del motor del juego.
El 21 de marzo de 2017, Mass Effect: Andromeda se lanzó en Frostbite. El 10 de noviembre, se lanzó Need for Speed Payback, ejecutándose en el motor del juego; una semana después, el 17 de noviembre, Star Wars Battlefront II fue el último juego de 2017 que se lanzó en Frostbite. Battlefield V de 2018 funciona con el motor Frostbite 3. En 2019, Anthem, Plants vs. Zombies: La batalla de Neighborville y Need for Speed Heat se lanzaron con Frostbite.
En 2020, Star Wars: Squadrons es el segundo juego compatible con realidad virtual que se ejecuta en Frostbite, la versión para PC del juego que brinda compatibilidad con realidad virtual en PC al motor (después del uso en la expansión Rogue One X-Wing VR Mission antes mencionada); En Xbox Series X y S, el juego recibió soporte para altas velocidades de fotogramas y 4K, además de mejoras visuales. En febrero de 2021, tras el anuncio de una versión para Nintendo Switch de Plants vs. Zombies: La batalla de Neighborville, Frostbite se ejecutó en una consola de Nintendo por primera vez.Antes de la producción del juego, se agregó compatibilidad con Switch al motor Frostbite.

### Uso enBattlefield 2042y en la siguiente generación de consolas
Battlefield 2042 se lanzó en noviembre de 2021 con una nueva versión del motor Frostbite. Ya que Battlefield 2042 se desarrolló inicialmente en una versión anterior de Frostbite, los desarrolladores tuvieron que actualizar el motor para poder ejecutar el juego. Esta nueva versión de Frostbite tomó 18 meses de desarrollo. En octubre de 2022, se anunció que Need for Speed Unbound utilizaría el motor Frostbite; esto marca el primer videojuego de Criterion Games en utilizar el motor. El juego se lanzó el 2 de diciembre de 2022 utilizando la versión de Frostbite de Battlefield 2042.
El director del estudio Ridgeline Games, Marcus Lehto, confirmó que la próxima entrega de la franquicia Battlefield se desarrollará en una versión mejorada de Frostbite. La nueva versión de 2023 de Dead Space también utiliza Frostbite.En diciembre de 2023, se presentó un nuevo logotipo de Frostbite. Electronic Arts también abandonó su estrategia original de desarrollar todos los juegos bajo su sello con Frostbite. Dragon Age: The Veilguard, que utiliza una versión mejorada de Frostbite, fue lanzado en 2024.

### Títulos de EA Sports
El 14 de julio de 2015, el motor del juego se introdujo en el género deportivo de los videojuegos y se utilizó en el Rory McIlroy PGA Tour. El 27 de septiembre de 2016, el motor del juego debutó en la serie de videojuegos FIFA y se empleó en FIFA 17. Solo las versiones del juego para PlayStation 4, Xbox One y PC y futuras entregas se ejecutarán en Frostbite; Las versiones de PlayStation 3 y Xbox 360, además de la versión de Nintendo Switch, no utilizan el motor en favor de Ignite, el motor utilizado por los juegos de la actual generación hasta FIFA 17, lo que también significó la exclusión de la campaña The Journey y de nuevas características como el modo UEFA Champions League (introducido en FIFA 19) de esas ediciones. Estos títulos se denominan "Legacy Edition".
Madden NFL 18, el primero de su serie que se lanzó en Frostbite, el 25 de agosto de 2017.
Las versiones de FIFA 21 para PlayStation 5 y Xbox Series X/S, lanzadas en diciembre de 2020, presentan mejoras gráficas para aprovechar el hardware más nuevo. En 2020, FIFA 21 es uno de los dos juegos de Frostbite (el otro siendo Star Wars: Squadrons) que recibirá mejoras importantes para PlayStation 5 y Xbox Series X y Series S.
La entrega de 2021 de la serie NHL, NHL 22 y las entregas futuras posteriores se ejecutan con Frostbite (en comparación con el motor Ignite utilizado en entregas anteriores), lo que lo lleva a esa serie por primera vez.
En 2022, Madden NFL 23 se lanzó utilizando Frostbite 3 e introdujo un nuevo sistema de interacción basado en la física llamado FieldSense.
Después de que el sucesor de FIFA 21, FIFA 22, no recibió las mejoras exclusivas de las series PlayStation 5 y Xbox en las versiones para PC, FIFA 23 de 2022 trae las funciones a esa plataforma por primera vez y actualiza la versión del motor a la utilizada en Battlefield 2042. Además, EA Sports PGA Tour utiliza el motor.
EA Sports FC 24 trae el motor para uso en juegos deportivos a Nintendo Switch; como tal, el juego es el primero de la serie que no incluye una "Edición Legacy". Si bien ofrece una experiencia similar a la de PlayStation 4 y Xbox One, no admite juego cruzado con ninguna de las consolas.
EA Sports UFC 5 trae el motor a la serie EA Sports UFC. La serie UFC en ese momento fue la última en utilizar el motor Ignite. 

## Frostbite Labs
En mayo de 2016, EA anunció que había formado Frostbite Labs, una división de investigación dedicada que se centra en el desarrollo del motor Frostbite, así como en su uso en futuras innovaciones tecnológicas, como experiencias de realidad virtual, redes neuronales y aprendizaje automático. Frostbite Labs está compuesto por un equipo de 30 a 40 desarrolladores que operan en dos oficinas, una en Estocolmo, Suecia y la otra en Vancouver, Canadá.

## Críticas
Frostbite es conocido por tener dificultades muy publicitadas, incluida su complejidad. Esto dio lugar a numerosos informes sobre problemas de desarrollo relacionados con los títulos de Frostbite; La mayoría de estos problemas surgieron con el uso del motor en BioWare, que lo criticó por su complejidad antes mencionada, lo que hizo que la adaptación de elementos comunes que se encuentran en los videojuegos de rol al motor fuera bastante difícil. Gran parte de estas críticas surgieron de la presión de Electronic Arts para utilizar Frostbite en tantos títulos como fuera posible cuando los desarrolladores ya estaban familiarizados con un determinado motor de juego, como Eclipse Engine (para Dragon Age); sin embargo, en 2023, Electronic Arts anunció que los desarrolladores ahora podían desarrollar juegos en cualquier motor de juego.

### Problemas de desarrollo
Con EA presionando para el uso de Frostbite 3 en muchos de los títulos de sus desarrolladores, facilitar el motor para el título de BioWare de 2014, Dragon Age: Inquisition, resultó difícil para el desarrollador; El productor ejecutivo del título, Mark Darrah, dijo sobre el motor que "... en el lanzamiento todavía no teníamos todas nuestras herramientas funcionando. Teníamos nuestras herramientas funcionando lo suficiente". Antes de pasar a Frostbite, la serie Dragon Age utilizaba Eclipse Engine. El cambio a Frostbite 3 resultó en que BioWare cancelara una parte del contenido descargable para Dragon Age II, juego que recibió una recepción de audiencia dividida, con BioWare apuntando a mejorar el próximo juego de Dragon Age. Agregar nuevas funciones al motor para su uso en Inquisition resultó difícil, ya que el motor se usaba principalmente en videojuegos en primera persona. Sin embargo, los problemas que enfrentó inicialmente el equipo de desarrollo se resolvieron cuando BioWare y DICE comenzaron a cooperar mejor, y el motor permitió al equipo artístico de Inquisition desarrollar mundos extensos en poco tiempo. A pesar de ello, con el lanzamiento previsto para finales de 2014, el equipo recurrió a un crunching exhaustivo.
Con Visceral Games elegido para publicar el título de Star Wars Project Ragtag, la compañía estaba ocupada con el desarrollo de Battlefield Hardline; Después del lanzamiento de este último juego, el desarrollo de Ragtag sufrió muchos contratiempos, uno de ellos fue el uso de Frostbite y sus dificultades para adaptarlo a juegos de disparos en tercera persona. En 2017, Ragtag finalmente fue cancelado y Visceral cerrado, y los recursos se transfirieron al entonces inminente desarrollo de Star Wars Battlefront II de DICE.
En 2017, Mass Effect: Andromeda sufrió múltiples problemas en el lanzamiento debido en parte a las complejidades de Frostbite y a un desarrollo problemático. BioWare ya se había enfrentado a estos problemas durante el desarrollo antes mencionado de Dragon Age: Inquisition y continuaría haciéndolo durante el desarrollo de Andromeda. En 2019, fuentes de BioWare afirmaron que la complejidad de Frostbite también había contribuido a las dificultades que rodearon el desarrollo de Anthem. El ex director general de BioWare, Aaron Flynn, reconoció estos problemas en una entrevista en noviembre de 2019.
Debido a que se tardó entre 15 y 18 meses, los desarrolladores de Battlefield 2042 de DICE tuvieron problemas con Frostbite.

### Problemas de seguridad
En junio de 2021, se filtraron herramientas utilizadas en el desarrollo de Frostbite, la mayoría de ellas relacionadas con el desarrollo de FIFA 21, incluido su código fuente; los contenidos se publicaron el 2 de agosto de 2021.

## Juegos desarrollados bajo Frostbite
| Título                                       | Año       | Versión de Motor | Desarrollador(es)           | Plataforma(s)                                                                                        | Género(s)                                       | DirectX 9.0c | DirectX 10 | DirectX 11 |
| -------------------------------------------- | --------- | ---------------- | --------------------------- | --- | ----------------------------------------------- | ------------ | ---------- | ---------- |
| Battlefield: Bad Company                     | 2008      | 1.0              | EA Digital Illusions CE     | PlayStation 3, Xbox 360                                                                              | disparos en primera persona                     | No           | No         | No         |
| Battlefield 1943                             | 2009      | 1.5              | EA Digital Illusions CE     | PlayStation 3, Xbox 360                                                                              | disparos en primera persona                     | No           | No         | No         |
| Battlefield: Bad Company 2                   | 2010      | 1.5              | EA Digital Illusions CE     | Microsoft Windows, PlayStation 3, Xbox 360                                                           | disparos en primera persona                     | Sí           | Sí         | Sí         |
| Medal of Honor (2010 (Modo Multijugador)     | 2010      | 1.5              | EA Digital Illusions CE     | Microsoft Windows, PlayStation 3, Xbox 360                                                           | disparos en primera persona                     | Sí           | Sí         | Sí         |
| Battlefield: Bad Company 2: Vietnam          | 2010      | 1.5              | EA Digital Illusions CE     | Microsoft Windows, PlayStation 3, Xbox 360                                                           | disparos en primera persona                     | Sí           | Sí         | Sí         |
| Battlefield 3                                | 2011      | 2                | EA Digital Illusions CE     | Microsoft Windows, PlayStation 3, Xbox 360                                                           | disparos en primera persona                     | No           | Sí         | Sí         |
| Need for Speed: The Run                      | 2011      | 2                | EA Black Box                | Microsoft Windows, PlayStation 3, Xbox 360                                                           | carreras                                        | No           | Sí         | Sí         |
| Medal of Honor: Warfighter                   | 2012      | 2                | Danger Close Games          | Microsoft Windows, PlayStation 3, Xbox 360                                                           | disparos en primera persona                     | No           | Sí         | Sí         |
| Army of Two: The Devil's Cartel              | 2013      | 2                | Visceral Games              | PlayStation 3, Xbox 360                                                                              | disparos en tercera persona                     | No           | No         | No         |
| Command & Conquer: Generals 2                | 2013      | 2                | Victory Games               | Microsoft Windows                                                                                    | estrategia en tiempo real                       | No           | Sí         | Sí         |
| Battlefield 4                                | 2013      | 3                | EA Digital Illusions CE     | Microsoft Windows, PlayStation 3, Xbox 360, PlayStation 4, Xbox One                                  | disparos en primera persona                     | No           | ?          | Sí         |
| Need for Speed: Rivals                       | 2013      | 3                | Ghost Games (EA Gothenburg) | Microsoft Windows, PlayStation 3, Xbox 360, PlayStation 4, Xbox One                                  | carreras                                        | No           | Sí         | Sí         |
| Plants vs. Zombies: Garden Warfare           | 2014      | 3                | PopCap Games                | Microsoft Windows, PlayStation 3, Xbox 360, PlayStation 4, Xbox One                                  | defensa de torres y disparos en tercera persona | No           | Sí         | Sí         |
| Dragon Age: Inquisition                      | 2014      | 3                | BioWare                     | Microsoft Windows, PlayStation 3, Xbox 360, PlayStation 4, Xbox One                                  | rol de acción                                   | No           | Sí         | Sí         |
| Star Wars: Battlefront                       | 2015      | 3                | EA Digital Illusions CE     | Microsoft Windows, PlayStation 4, Xbox One                                                           | disparos en primera persona                     | No           | No         | Sí         |
| Battlefield Hardline                         | 2015      | 3                | Visceral Games              | Microsoft Windows, PlayStation 3, Xbox 360, PlayStation 4, Xbox One                                  | disparos en primera persona                     | No           | No         | Sí         |
| Need for Speed                               | 2015      | 3                | Ghost Games                 | Microsoft Windows, PlayStation 4, Xbox One                                                           | carreras                                        | No           | No         | Sí         |
| Rory McIlroy PGA Tour                        | 2015      | 3                | EA Tiburon                  | PlayStation 4, Xbox One                                                                              | deportes                                        | No           | No         | Sí         |
| Battlefield 1                                | 2016      | 3                | EA Digital Illusions CE     | Microsoft Windows, PlayStation 4, Xbox One                                                           | disparos en primera persona                     | No           | No         | Sí         |
| FIFA 17                                      | 2016      | 3                | EA Canada                   | Microsoft Windows, PlayStation 4, Xbox One                                                           | deportes                                        | No           | No         | Sí         |
| Plants vs. Zombies: Garden Warfare 2         | 2016      | 3                | PopCap Games                | Microsoft Windows, PlayStation 4, Xbox One                                                           | defensa de torres y disparos en tercera persona | No           | No         | Sí         |
| Mirror's Edge Catalyst                       | 2016      | 3                | EA Digital Illusions CE     | Microsoft Windows, PlayStation 4, Xbox One                                                           | disparos en primera persona                     | ?            | ?          | Sí         |
| Mass Effect: Andrómeda                       | 2017      | 3                | BioWare                     | Microsoft Windows, PlayStation 4, Xbox One                                                           | rol de acción                                   | No           | No         | Sí         |
| Star Wars Battlefront 2                      | 2017      | 3                | EA Digital Illusions CE     | Microsoft Windows, PlayStation 4, Xbox One                                                           | disparos en primera persona                     | No           | No         | Sí         |
| Madden NFL 18                                | 2017      | 3                | EA Sports                   | PlayStation 4, Xbox One                                                                              | deportes                                        | No           | No         | Sí         |
| Need for Speed Payback                       | 2017      | 3                | Ghost Games                 | Microsoft Windows, PlayStation 4, Xbox One                                                           | carreras                                        | No           | No         | Sí         |
| Need for Speed: Edge                         | 2017      | 3                | EA Spearhead                | Microsoft Windows                                                                                    | carreras                                        | ?            | ?          | ?          |
| FIFA 18                                      | 2017      | 3                | EA Canada                   | PlayStation 4, Xbox One, Microsoft Windows                                                           | Videojuego de deportes                          | No           | No         | Sí         |
| Battlefield V                                | 2018      | 3                | EA Digital Illusions CE     | Microsoft Windows, PlayStation 4, Xbox One                                                           | disparos en primera persona                     | No           | No         | Sí         |
| Madden NFL 19                                | 2018      | 3                | EA Tiburon                  | Microsoft Windows, PlayStation 4, Xbox One                                                           | deportes                                        | ?            | ?          | ?          |
| FIFA 19                                      | 2018      | 3                | EA Canada                   | Microsoft Windows, PlayStation 3, Xbox 360, PlayStation 4, Xbox One                                  | deportes                                        | No           | No         | Sí         |
| Anthem                                       | 2019      | 3                | BioWare                     | Microsoft Windows, PlayStation 4, Xbox One                                                           | rol de acción                                   | No           | No         | Sí         |
| Plants vs. Zombies: Battle for Neighborville | 2019      | 3                | PopCap Games                | Microsoft Windows, PlayStation 4, Xbox One, Nintendo Switch                                          | disparos en tercera persona                     | No           | No         | Sí         |
| FIFA 20                                      | 2019      | 3                | EA Sports                   | Microsoft Windows, PlayStation 4, Xbox One                                                           | deportes                                        | No           | No         | Sí         |
| Madden NFL 20                                | 2019      | 3                | EA Tiburon                  | Microsoft Windows, PlayStation 4, Xbox One                                                           | deportes                                        | ?            | ?          | ?          |
| Need for Speed Heat                          | 2019      | 3                | Ghost Games                 | Microsoft Windows, PlayStation 4, Xbox One                                                           | carreras                                        | No           | No         | Sí         |
| Star Wars Squadrons                          | 2020      | 3                | Motive Studio               | PlayStation 4, Xbox One, Microsoft Windows                                                           | simulación espacial                             | No           | No         | Sí         |
| FIFA 21                                      | 2020      | 3                | EA Sports                   | PlayStation 4, Xbox One, Microsoft Windows                                                           | deportes                                        | No           | No         | Sí         |
| Madden NFL 21                                | 2020      | 3                | EA Tiburon                  | Microsoft Windows, PlayStation 4, PlayStation 5, Xbox One, Xbox Series X y Series S, Google Stadia   | deportes                                        | ?            | ?          | ?          |
| Battlefield 2042                             | 2021      | 3                | DICE                        | Microsoft Windows, PlayStation 4, PlayStation 5, Xbox One, Xbox Series X y Series S                  | disparos en primera persona                     | No           | No         | No         |
| FIFA 22                                      | 2021      | 3                | EA Canada                   | Microsoft Windows, PlayStation 4, PlayStation 5, Xbox One, Xbox Series X y Series S, Google Stadia   | deportes                                        | ?            | ?          | ?          |
| Madden NFL 22                                | 2021      | 3                | EA Tiburon                  | Microsoft Windows, PlayStation 4, PlayStation 5, Xbox One, Xbox Series X y Series S, Google Stadia   | deportes                                        | ?            | ?          | ?          |
| NHL 22                                       | 2021      | 3                | EA Canada                   | PlayStation 4, PlayStation 5, Xbox One, Xbox Series X y Series S                                     | deportes                                        | ?            | ?          | ?          |
| FIFA 23                                      | 2022      | 3                | EA Canada                   | Microsoft Windows, PlayStation 4, PlayStation 5, Xbox One, Xbox Series X y Series S, Google Stadia   | deportes                                        | No           | No         | No         |
| Madden NFL 23                                | 2022      | 3                | EA Tiburon                  | Microsoft Windows, PlayStation 4, PlayStation 5, Xbox One, Xbox Series X y Series S, Google Stadia   | deportes                                        | ?            | ?          | ?          |
| Need for Speed Unbound                       | 2022      | 3                | Criterion Games             | Microsoft Windows, PlayStation 5, Xbox Series X y Series S                                           | carreras                                        | No           | No         | No         |
| NHL 23                                       | 2022      | 3                | EA Canada                   | PlayStation 4, PlayStation 5, Xbox One, Xbox Series X y Series S                                     | deportes                                        | ?            | ?          | ?          |
| Dead Space                                   | 2023      | 3                | Motive Studio               | Microsoft Windows, PlayStation 5, Xbox Series X y Series S                                           | survival horror, disparos en tercera persona    | No           | No         | No         |
| EA FC 24                                     | 2023      | 3                | EA Canada                   | Microsoft Windows, PlayStation 4, PlayStation 5, Xbox One, Xbox Series X y Series S, Nintendo Switch | deportes                                        | No           | No         | No         |
| EA Sports PGA Tour                           | 2023      | 3                | EA Tiburon                  | Microsoft Windows, PlayStation 5, Xbox Series X y Series S                                           | deportes                                        | No           | No         | No         |
| Madden NFL 24                                | 2023      | 3                | EA Tiburon                  | Microsoft Windows, PlayStation 4, PlayStation 5, Xbox One, Xbox Series X y Series S                  | deportes                                        | ?            | ?          | ?          |
| NHL 24                                       | 2023      | 3                | EA Canada                   | PlayStation 4, PlayStation 5, Xbox One, Xbox Series X y Series S                                     | deportes                                        | ?            | ?          | ?          |
| EA Sports UFC 5                              | 2023      | 3                | EA Vancouver                | PlayStation 5, Xbox Series X y Series S                                                              | lucha, deportes                                 |              |            |            |
| EA Sports College Football 25                | 2024      | 3                | EA Orlando                  | PlayStation 5, Xbox Series X y Series S                                                              | deportes                                        |              |            |            |
| Madden NFL 25                                | 2024      | 3                | EA Tiburon                  | Microsoft Windows, PlayStation 4, PlayStation 5, Xbox One, Xbox Series X y Series S                  | deportes                                        |              |            |            |
| EA Sports FC 25                              | 2024      | 3                | EA Vancouver                | Microsoft Windows, PlayStation 4, PlayStation 5, Xbox One, Xbox Series X y Series S, Nintendo Switch | deportes                                        |              |            |            |
| NHL 25                                       | 2024      | 3                | EA Vancouver                | Microsoft Windows, PlayStation 5, Xbox Series X y Series S                                           | deportes                                        |              |            |            |
| Dragon Age: The Veilguard                    | 2024      | 3                | BioWare                     | PlayStation 5, Xbox Series X y Series S                                                              | rol de acción                                   |              |            |            |
| EA Sports UFC 5                              | 2023      | 3                | EA Canada                   | PlayStation 5, Xbox Series X y Series S                                                              | deportes                                        | ?            | ?          | ?          |
| Star Wars de Visceral Games                  | Cancelado | 3                | Visceral Games              | Microsoft Windows, PlayStation 4, Xbox One                                                           | ?                                               | ?            | ?          | ?          |